# L'onda (film 2008)
(Rainer)
L'onda (Die Welle) è un film del 2008 diretto da Dennis Gansel, tratto dall'omonimo romanzo di Todd Strasser, a sua volta basato sull'esperimento sociale denominato La Terza Onda (The Third Wave), effettuato nel 1967 in California. Su questo esperimento, Todd Strasser, firmandosi Morton Rhue, scrisse il romanzo Die Welle (L'onda), che in Germania è diventato un classico della letteratura scolastica.
Jürgen Vogel interpreta il ruolo di un insegnante che, grazie a un esperimento sociale da lui stesso ideato, vuole dimostrare alla sua classe come nascono le strutture sociali autoritarie. Gli studenti partecipano al movimento da lui guidato e fondato sulla disciplina e sullo spirito di solidarietà: l'Onda.

## Da esperimento a lettura scolastica
L'Onda non è il primo film che rappresenta un esperimento sociale condotto negli Stati Uniti sotto forma di un gioco d'azione. Ad esempio il film The Experiment - Cercasi cavie umane (2001) di Oliver Hirschbiegel si basa sull'esperimento carcerario di Stanford, che ha riprodotto un carcere all'interno del campus a cura di Philip Zimbardo.
L'onda di Dennis Gansel fa invece riferimento al tentativo The Third Wave (La Terza Onda), realizzato nel 1967 dall'insegnante Ron Jones in una scuola della California. Dato che i suoi studenti non capivano come si fosse potuti arrivare al nazismo, fondò un movimento, che lui stesso autocraticamente comandava con una severa disciplina e sanzioni in caso d'infrazione. Il sentirsi parte di una comunità entusiasmò molti studenti, ai quali se ne unirono altri di classi diverse. Jones ha poi spesso confessato di aver apprezzato molto il grande seguito da parte degli studenti. Per fermare le dinamiche scatenate dall'esperimento, decise di interromperlo al quinto giorno e mostrò ai giovani un confronto tra il loro movimento e le organizzazioni giovanili naziste.
Più tardi, sulla base di questi esperimenti, Jones scrisse un racconto pubblicato nel 1976 con il titolo La terza onda. Dal romanzo venne poi creato un film nel 1981 per la televisione statunitense, L'onda. Nello stesso anno fece la sua comparsa il libro L'onda di Todd Strasser. L'edizione tedesca del romanzo uscì nel 1984 e nelle scuole tedesche venne spesso utilizzato come lettura. Da allora sono state vendute più di 2,5 milioni di copie. Allo stesso modo il film è disponibile dal 1981 in quasi tutte le mediateche pubbliche. Il tema è stato ripreso anche in parecchie rappresentazioni teatrali e giochi di ruolo in tutto il mondo.
Nel 2019, l'esperimento ha ispirato anche una serie televisiva, Noi siamo l'onda, di cui lo stesso Gansel è produttore esecutivo.

## Trama
Durante la tanto attesa settimana a tema, Rainer Wenger, insegnante di storia e allenatore di pallanuoto di una scuola superiore tedesca, affronta il tema dell'autocrazia, benché egli avrebbe preferito quello dell'anarchia, più vicino ai suoi ideali. Gli studenti, inizialmente annoiati dall'argomento, non credono che una nuova dittatura possa essere instaurata nella moderna Germania, poiché la gente ha imparato dagli orrori del regime nazista. L'insegnante decide, allora, di organizzare un esperimento, in modo tale da dimostrare ai propri allievi come le masse possano essere manipolate. L'esperimento ha inizio con la scelta di un leader, il quale viene individuato nell'insegnante, e l'imposizione di alcune regole di base: gli studenti devono da quel momento chiamarlo "Signor Wenger", invece che Rainer, e, ogni volta che vogliono dire qualcosa ad alta voce, devono alzarsi in piedi e dare risposte brevi, sicure e concise. Wenger mostra, inoltre, ai suoi studenti come marciare all'unisono possa farli sentire un'unica potente entità. L'esperimento desta immediatamente l'interesse degli studenti, tra cui i fidanzati Marco e Karo (il ragazzo, infatti, vive con frustrazione i comportamenti libertini della madre, che frequenta senza continuità compagni molto giovani, mentre la ragazza crede che la sua famiglia non disciplini abbastanza lo scapestrato fratello minore) e Tim, uno studente fino ad allora emarginato. Contrari al movimento sono, invece, Kevin, il quale odia il professore e abbandona subito l'esperimento, e Mona, che mostra insofferenza per come è stato impostato il corso.
Nel corso dei giorni, sono sempre di più gli studenti che abbandonano gli altri corsi per passare a quello del professore, a tal punto che non ci sono posti disponibili per tutti. Wenger decide di spostare i banchi in modo che compagni con voti alti si ritrovino vicino a compagni con voti bassi, in modo da poter migliorare anche il loro profitto scolastico: questo causa l'abbandono di Mona, umiliata da questa scelta. Sono gli studenti stessi a scegliere il nome del movimento, che è chiamato "L'Onda" ("Die Welle") e fornito di logo: il gruppo, infatti, dovrà essere travolgente. Ogni studente dovrà indossare una "divisa", costituita da camicia bianca e jeans, in modo tale da rimuovere le distinzioni individuali che dividono gli alunni, vengono creati alcuni gadget e successivamente viene anche inventato un saluto, ovvero la simulazione, fatta con il braccio destro, di un'onda: la forza che sta prendendo il movimento spinge Karo ad abbandonare il corso, ma ormai il gruppo si è fatto forte e coeso. Viene dimostrato quando dei bulli infastidiscono Tim, che fino a poco prima non avrebbe avuto il supporto di nessuno, ma questa volta viene difeso da Sinan e Bomber, due partecipanti del corso (che fra le altre cose avevano inizialmente disprezzato e deciso di frequentare solo per motivi di profitto scolastico). Karo si sentirà così estranea da come il movimento si sta diffondendo da abbandonare di punto in bianco anche il gruppo di teatro (non legato al movimento, ma di cui quasi tutti i partecipanti fanno parte). Lo stesso Kevin si convince a fare ritorno.
I ragazzi del gruppo iniziano a diffondere nell'intera città il logo dell'Onda per mezzo di adesivi e bombolette spray, verniciando addirittura le impalcature che nascondono la cattedrale; iniziano, inoltre, a tenere feste in cui solo i membri del movimento hanno il permesso di partecipare, discriminando chi non ne fa parte anche per alcune strutture pubbliche, come una pista da skateboard (i membri dell'Onda, in parole povere, stanno dimenticando che quest'esperimento durerà solo una settimana). Il più coinvolto è sicuramente Tim: è stato, per esempio, a disegnare il logo dell'Onda sulle impalcature, rischiando la vita: arriverà anche a proporsi come una sorta di bodyguard di Wenger, ossessionando lui e la sua fidanzata Anke, anch'ella professoressa del liceo.
Mentre l'Onda cresce di popolarità, Karo inizia a preoccuparsi seriamente della deriva del movimento, dopo aver notato che suo fratello sta assimilando i comportamenti del gruppo in maniera estremistica e meccanica e decide di parlare di queste cose al professore, il quale comprende le paure di Karo, ma mancando un solo giorno alla fine della settimana decide di mantenere il movimento.
La forza dell'Onda è sempre più dirompente e ben presto il progetto sembra sfuggire di mano al suo stesso ideatore, il quale non riesce a porvi fine prima che esso conduca a tragiche conseguenze e spiacevoli episodi di violenza: per esempio, durante una serata "tra soli maschi", Bomber, Marco, Dennis, Kevin e Tim in un sottopassaggio si scontrano con gli studenti del corso opposto al loro, basato sull'anarchia, e inizia una violenta rissa che sfocia con la fuga dei "nemici" quando Tim tira fuori una pistola, sostenendo poi che fosse semplicemente ad aria compressa; in un altro ancor più sgradevole episodio, durante un'accesa litigata tra i fidanzati Karo e Marco poiché Karo ha distribuito volantini contro il movimento durante un'importante partita della squadra di pallanuoto allenata da Wenger e di cui Marco fa parte, il ragazzo, stanco di sentire la ragazza parlare contro il gruppo di cui fa parte e che lei faccia di tutto per farlo fallire, le dà uno schiaffo. Qui, vedendolo senza controllo, Karo spinge via Marco e lo lascia. Wenger intanto, soffrendo di un complesso di inferiorità rispetto agli altri professori, si sente via via sempre più estremamente coinvolto dal gruppo in quanto suo leader, rendendosi "cieco" davanti a quello che il gruppo in realtà sta diventando. A un certo punto persino Anke lo lascia, disgustata dal comportamento oramai dittatoriale che l'uomo ha assunto.
Solo quando Marko va a casa del professore e gli fa aprire gli occhi sulla gravità che sta portando l'esperimento, dicendogli piangendo di essere persino arrivato a picchiare Karo nonostante la ami, si rende conto di quanto sta accadendo e decide, prima che sia troppo tardi, di sciogliere il movimento. Dapprima, tutti gli studenti reagiscono male, delusi dal repentino cambiamento del loro fidato leader, ma poi, grazie a un piano ideato da Marco e Wenger, il corpo studentesco capisce l'insensata ossessione a cui tutta la scuola è arrivata e decidono di eliminare il movimento. A questo punto Tim, vedendo distrutta l'unica possibilità di avere degli amici, perde completamente il senno e, minacciando i presenti con la pistola (che qui si scopre essere vera), prima spara a Bomber, ferendolo alla spalla, solo perché questo aveva cercato di tranquillizzare i presenti dicendo che l'arma di Tim non è che un giocattolo, e poi si suicida, sparandosi in bocca davanti a tutti. L'iniziale convinzione degli studenti sull'impossibilità della nascita di una nuova dittatura in Germania risulta così clamorosamente e dolorosamente smentita dai fatti, avvenuti tutti in una sola settimana. Wenger, responsabile dell'accaduto, si consegna volontariamente alla polizia, e così tutti, Anke, allievi e insegnanti, lo guardano con rabbia e tristezza mentre viene portato via dalla scuola e condotto alla volante.
Alla fine Marco e Karo si ricongiungono.

## Il retroscena
Il copione si rifà a un articolo dell'insegnante statunitense Ron Jones, in cui vengono descritti i ricordi sull'esperimento da lui condotto. I diritti, di proprietà della Sony, sono stati ceduti al regista Dennis Gansel per realizzarne una versione cinematografica in Germania. Per questo motivo, né Morton Rhue né la casa editrice Ravensburger hanno ricevuto alcuna ricompensa immediata dal progetto del film. Gansel ha lavorato al libro per ben un anno, prima di rivolgersi al coautore della pellicola, Peter Thorwarth. Nel film, l'esperimento non è ambientato in California negli anni sessanta, bensì nella Germania di oggi, in un luogo di cui non si sa il nome, ma che rappresenta l'intera nazione. Gansel non ha ripreso esattamente il romanzo, ma ha immaginato come si sarebbe svolto l'esperimento nella Germania del terzo millennio. “Ho cambiato i personaggi, i dialoghi, l'inizio e la fine. Il film non ricalca il libro”, ha riportato Gansel stesso. Anche gli aspetti secondari sono importanti: se nel libro i ragazzi fanno parte di una squadra di calcio, nel film giocano a pallanuoto e il loro allenatore è anche il loro insegnante. In modo particolare, nel film si introduce la violenza fisica e un finale tragico.
Secondo Gansel i rappresentanti bavaresi, a cui fu chiesto di finanziare il film, rifiutarono il progetto principalmente perché erano strenui sostenitori del romanzo di Rhue. Il progetto cinematografico era a rischio. Solo con i primi finanziamenti da parte di Medienboard Berlin-Brandenburg fu possibile realizzare il film. Altri finanziamenti arrivarono da Filmförderungsanstalt e Deutsche Filmfoerderfonds e molto importante fu anche l'aiuto di diversi coproduttori tra cui la Costantin Film, che poi divenne la compagnia di distribuzione del film stesso. Con un budget di 4,5 milioni di euro fu possibile girare il film in 38 giorni.
Dato il fitto programma delle riprese, che si svolsero tra il luglio e l'agosto del 2007, si decise di girare alla sera alcune scene diurne. Durante le riprese, si utilizzò la luce naturale del giorno, in modo tale da evitare spostamenti inutili e far sì che la luce provenisse sempre da un solo lato. Come set, Gansel prese in considerazione un moderno edificio scolastico che non aveva nulla dell'epoca di Guglielmo II e in cui non si sarebbe mai sospettata la presenza di un professore nazista. La scelta cadde poi sul nuovo liceo Marie-Curie a Dallgow-Döberitz, nella regione di Brandeburgo. I veri studenti di questo liceo collaborarono nel film come comparse. La ripresa della partita a pallanuoto fu girata nella piscina Paracelsus-Bad, a Berlino, mentre a Potsdam furono girate altre scene, come quelle al centro commerciale Stern-Center e quella della festa in spiaggia. Durante i lavori di restauro, la chiesa di San Nicola a Potsdam venne usata come municipio e proprio qui si girò la scena spericolata in cui il ragazzo si arrampica sull'impalcatura e disegna il logo dell'onda sui teli che ricoprono la facciata.
Originariamente non era previsto che Christiane Paul interpretasse la signora Wenger, poiché l'attrice durante le riprese era al settimo mese di gravidanza. Ron Jones appare solo per un attimo come cliente di un ristorante, nel momento in cui i ragazzi dipingono il loro logo sulle vetrine dei negozi. Anche lo stesso regista prende parte al film come attore secondario in due momenti diversi, una volta durante la festa e una volta davanti all'ingresso della casa di Marco. Durante le riprese nacque anche una storia d'amore tra Gansel e Jennifer Ulrich, l'attrice che interpreta Karo.

## La concezione di Gansel
Secondo Dennis Gansel, gli studenti tedeschi sono stanchi di sentire parlare di nazionalsocialismo. Anche lui provava lo stesso a scuola, e solo dopo aver visto Schindler's List ritrovò un legame emotivo con la storia nazionalsocialista tedesca. La sua versione dell'esperimento nella Germania odierna è diversa dall'esperimento degli anni settanta negli Stati Uniti, dove gli studenti americani si chiedevano stupefatti come si fosse arrivati a costruire i campi di concentramento. Il punto di partenza del film di Gansel è proprio questo: studiando da vicino il nazismo (e i suoi meccanismi) ci si sente immuni a esso. “Proprio questo è il pericolo più grande. È interessante osservare come si pensi sempre che cose del genere succedano agli altri e non a noi. Si incolpano gli altri, quelli meno istruiti o i tedeschi orientali. Ma nel Terzo Reich il portinaio era affascinato dal movimento nazista tanto quanto l'intellettuale”.
Il film è ambientato in una zona economicamente ricca; non si osservano particolari problemi sociali o economici, il professore segue uno stile di vita anticonformista. La coscienza politica di Karo e la sua opposizione nascono dalla vanità: la camicia bianca non le piace. Lavorando a questo film, Gansel ha scoperto la connotazione “apolitica” della partecipazione a una tale organizzazione. Secondo lui, tutti hanno bisogno di sentirsi parte di un gruppo. Il movimento no-global e altri movimenti giovanili odierni funzionano in modo simile all'Onda perché hanno la stessa dinamica di gruppo.
Il regista non crede che i film possano avere un grande impatto politico; un film tocca solo chi è già sensibile al tema che viene trattato. Certo, i film possono sollevare discussioni, ma per far questo devono essere molto divertenti. “In Germania c'è sempre stata la tendenza ad associare i film che trattano di politica alla noia. Tra il cinema sofisticato di Christian Petzold e le commedie d'intrattenimento di Til Schweiger c'è un divario enorme, che i tedeschi devono colmare al più presto". Gansel ha voluto adattare il film agli interessi del pubblico, riproducendo la forza di attrazione caratterizzante un tale gruppo. La scelta dell'attore protagonista è caduta su Jürgen Vogel perché Gansel pensava, per questo ruolo, a qualcuno che chiunque vorrebbe avere come professore e perché Vogel porta con sé un certo tipo di autorità ed esperienza di vita. Inoltre, a scuola era proprio questo il tipo di professore di cui lui si fidava. Il regista fece subito sapere che il tema “nazionalsocialismo” si chiudeva con l'Onda.

## Trasposizione formale
Dal modo in cui il professor Wenger entra in scena all'inizio del film ci si aspetterebbe una commedia. Alcune recensioni fanno notare una somiglianza con quei film americani che trattano di eccellenti pedagoghi che risvegliano il potenziale di alunni svantaggiati (come ne L’attimo fuggente), o di licei in cui ogni personaggio rappresenta un tipo preciso di adolescente. Più che analizzare i processi psicologici motivativi dei singoli personaggi, Gansel si concentra sul senso di appartenenza che ne risulta. Come ha sottolineato il coautore, Thorwarth, i numerosi personaggi dovevano essere definiti chiaramente per non far perdere il filo del racconto. Il progetto di Wenger sull'autocrazia dura sei giorni, cioè una settimana scolastica, suddivisione ricalcata dal film.
Dal momento che lo stile narrativo non tiene il pubblico a distanza, lo spettatore partecipa agli eventi, presentati in modo lineare. Situazioni simili che riguardano personaggi diversi, come per esempio il momento in cui gli studenti tornano a casa dai genitori la sera e raccontano loro quello che hanno fatto a scuola, vengono rappresentati in montaggi consecutivi e dimostrano come lo stesso giorno possa essere percepito in modi differenti. La narrazione è in terza persona, anche se in alcune sequenze viene adottato il punto di vista di determinati personaggi, per esempio quello di Karo quando trascorre le notti a scuola o quello di Wenger quando viene prelevato e portato via.
Il sottofondo di musica rock che accompagna la prima sequenza fa sì che lo spettatore rimanga impressionato dal viaggio in macchina iniziale. “Lunghe sequenze piuttosto statiche riflettono rimproveri che il personaggio fa a se stesso”. Il passaggio a un punto di vista soggettivo rispecchia l'aspetto drammatico del film, e così lo spettatore è invitato a riflettere. Gansel ha motivato la drasticità del finale con la necessità di scioccare il pubblico dopo averlo sedotto per tutto il film, di prendere posizione e di fornire un'osservazione negativa rispetto agli avvenimenti.
Nel corso di tutto il film la telecamera effettua inquadrature dall'alto e dal basso per esprimere i rapporti di potere, chi è sopra e chi sotto. In alcuni punti, il film si conforma a mezzi stilistici tipici dei settimanali nazisti che riportavano i discorsi di Hitler. Quindi, per esempio durante il discorso finale che Wenger tiene di fronte alla platea, la telecamera è spesso collocata alle sue spalle all'altezza della testa e offre uno sguardo verso la folla di studenti geometricamente disposti in due blocchi rettangolari separati da un corridoio centrale. Altre scene sono in linea con la cultura pop; in particolare la sequenza in cui si vedono i membri dell'Onda disegnare il logo del gruppo sui muri degli edifici della città è rappresentata come se fosse un video musicale. Il logo raffigura "un'energica onda-tsunami come se fosse tratta da un manga". I tagli sono molto frequenti, netti, “veloci, così come veloce è l'uso della macchina da presa” e la musica rock che accompagna molte scene è risultata spesso trascinante.

## Critica

### Attori, personaggi e messa in scena
La critica tedesca riguardo al film è profondamente divisa. Solo le opinioni sugli attori concordavano. Di Jürgen Vogel si diceva: “Sin dalla prima scena questo simpatico buffone porta lo spettatore dalla sua parte”. Tramuta l'ambiguità morale del suo personaggio in “argento vivo”: è molto credibile. Tra i giovani attori, il termine “convincente” era quello più utilizzato, particolarmente esaltato dal diciottenne Frederick Lau nel ruolo dell'emarginato Tim.
Molti critici hanno espresso opinioni riguardo ai personaggi delineati dallo scenario. Gli sviluppi psicologici passano in secondo piano, Wenger e gli altri personaggi sono in parte presentati tramite stereotipi.
A causa della mancanza di un'introspezione dei loro impulsi ed emozioni, i ragazzi hanno agito in modo distanziato; in particolare, la trasformazione di Karo da entusiasta partecipante a combattiva oppositrice risulta incomprensibile. Non c'è alcun motivo per cui gli studenti si siano sentiti obbligati ad aderire in toto al movimento; nell'Ovest il loro impegno alla conformità è, al giorno d'oggi, a malapena immaginabile. Quindi il film risulta essere “spesso molto pedagogizzante: si sa quello che si intende, solo che non ci si crede veramente”.
Il presunto asservimento dei sostenitori dell'Onda viene fatto passare in sordina attraverso feste eccessive e ritrovi. Rimane “un mistero” il motivo per cui l'insegnante, ormai consolidatosi come punto di riferimento per i ragazzi, risulti alla fine vittima del suo stesso gioco di ruolo. Tuttavia, la raffigurazione dei personaggi del film è stata anche difesa: “La categorizzazione qui è piuttosto necessaria, anche se mostra la predisposizione che persone completamente diverse tra loro hanno verso la stessa idea”.
La critica si è divisa anche per quanto riguarda la messa in scena. Alcuni giudizi considerano la banda come un qualcosa di avvincente, emozionante, ma allo stesso tempo sconvolgente, poiché per i ragazzi un tema importante come quello del fascismo viene affrontato come uno svago adrenalinico. Un film commerciale come L'onda spesso appare solo come un'opera “grezza e adolescenziale”. Altri lo giudicano al pari di una serie poliziesca o si dilungano in modo esagerato riguardo alla scena del graffito sul ponteggio della cattedrale e il degenerare della festa. Allo stesso modo, il giudizio sul finale del film di Gansel ha sollevato non poche critiche. Essendo orientato verso il tema del massacro scolastico, ciò non corrisponde esattamente alle dinamiche di un regime autoritario. Il rimarcare la follia omicida non è necessario ai fini della narrazione, dato che già l'esperimento di Jones ha dimostrato in modo chiaro un orientamento sì antifascista, ma non violento. Tuttavia, si riconosce il merito del movimento dell'Onda che, invece di implodere con un effetto sorpresa, si è risolto con un rovesciamento della situazione istruttivo per gli studenti.
I film a soggetto, che sarebbero adatti anche come materiale didattico, sono difficili da produrre perché riescono a veicolare il messaggio agli studenti in modo diretto, ma con un linguaggio tipico dei film, fin troppo raffinato e che non riesce a rimanere in testa. Gansel ha trovato un compromesso mostrando il problema, ma dando al pubblico la possibilità di riconoscersi nell'azione o meno. Funziona bene il concetto di lasciar toccare con mano al pubblico un ordine sociale sbagliato e poi distruggerlo davanti ai loro occhi. Il film è un “valido contributo alla discussione” sulle necessità dell'individuo nella società e non pretende di fornire risposte precise, ma invoglia al dibattito. “L'onda è il film giusto al momento giusto”, dato che mostra fin dove si può spingere la discussione che nel tempo si è interessata di nuovo alle uniformi scolastiche e alla lode verso la disciplina.

### L'esperimento
Le premesse e i risultati dell'esperimento sociale sono diventati due aspetti controversi su cui la critica si è dibattuta molto. L'esportazione di questo esperimento dagli Stati Uniti alla Germania non ha stupito la giornalista Julia Teichmann del Berliner Zeitung. La predisposizione verso un approccio autoritario, che in Germania è condizionato dal suo passato storico, avrebbe dovuto subito mandare a monte il tentativo del professore di imporre agli studenti un grado di controllo diverso dal solito. Tobias Kniebe del Süddeutsche Zeitung ha presentato una recensione negativa del film sostenendo che questa versione non avesse nulla a che fare con l'esperimento del 1967.
Gansel descrive senza mezzi termini il sentimento di solidarietà come pericoloso: “Ma chi vuole mettere in guardia qualcuno dal fascismo, inquadrando il pericolo in modo superficiale, senza riferimenti storici, e chi non ha ancora previsto di evitarne la degenerazione, allora questa persona è forse parte del problema, piuttosto che parte della soluzione.” Inoltre, il film incontra la totale disapprovazione di Ekkehard Knörrer del Tageszeitung. Secondo lui, Gansel aveva già dimostrato la sua affinità al nazismo con Napola (2004) e, nonostante il regista avesse dichiarato che entrambi i film servissero come lezione di antifascismo, in tutte e due le occasioni mostra una velata tendenza verso i regimi autoritari che vengono presentati. L'onda è “semplice e scontato”, Gansel perciò intende l'arte come qualcosa di cui vantarsi e non come la ricerca di un'espressione per convogliare un messaggio ben preciso. Non ha un'idea ben precisa sulla formazione di un movimento giovanile di stampo fascista, perciò i dialoghi risultano recitati e le immagini sono ridotte a dei cliché.
“L'idea di risolvere la storia con riferimenti geografici e sociali perfettamente verosimili è tanto singolare quanto totalmente sbagliata.” Nei suoi film, Gansel permette al pubblico di identificarsi nel personaggio, lasciando trasparire l'emulazione come la caratteristica più naturale al mondo. L'esperimento dovrebbe spiegare i presupposti di questo fenomeno e cioè che le persone non conoscono nient'altro se non quello che vedono. “L'uomo nella sua mancanza di libertà è un mero topo di laboratorio che viene trasportato nel vuoto di una presunta indifferenza collettiva. Il principio della generalizzazione non è il raffinamento e l'acutizzazione, bensì la riduzione dell'individuo a un topo d'esperimento, del comportamento al determinismo […] e della scelta personale a un proprio istinto.” Il film di Gansel funziona secondo un modello simile a quello di The Experiment - Cercasi cavie umane e di La caduta - Gli ultimi giorni di Hitler (entrambi di Oliver Hirschbiegel), ma anche quello di Perché gli uomini non ascoltano mai e le donne che non sanno leggere le cartine stradali e di Le particelle elementari, tutti prodotti dalla Costantin Film. Questi film di per sé molto noiosi, hanno un risvolto prettamente politico per quanto riguarda i temi sociali e di genere.
Al contrario, Hans-Goerg Rodek del quotidiano nazionale tedesco Die Welt ha espresso un giudizio positivo nei riguardi del film, reso come un esperimento scientifico, conformemente allo stile di The Experiment - Cercasi cavie umane. Mentre il regista in Napola sembra cedere all'estetica nazista, qui si mantiene più distaccato e obiettivo, conducendo un'analisi brillante della sottomissione dell'individuo all'interno di una comunità. Durante la visione, il pubblico tedesco deve innanzitutto superare l'incredulità istintiva che deriva da uno dei principi fondamentali della Repubblica Federale Tedesca: l'impossibilità del ritorno a strutture sociali totalitarie in Germania.
"Gansel mette in scena il suo dramma seguendo la struttura di un'opera didattica di Brecht, dall'innocente lunedì al letale sabato". Questo giustificherebbe le figure "stereotipate", "chiaramente sagomate" con le loro funzioni: lo svantaggiato, il seguace, l'oppositore. "Gli esperimenti richiedono parametri chiaramente definiti" . Nella sua recensione positiva per lo Spiegel Online, Cristoph Cadenbach consiglia questo film principalmente per la sua morale: viene dedicato molto spazio agli impulsi e ai desideri dei personaggi, questi sono gli spazi vuoti in cui il fascismo s'infiltra. Inoltre, Cadenbach fa notare che il film tralascia un impulso importante: "L'alternativo, lo straniero, l'edonista e il sottoproletario. Tutti questi si lasciano influenzare dalle promesse dell'Onda: la possibilità di appartenere a una comunità. In questo elenco manca la figura del ragazzo impaziente, figlio del neoliberismo, che si è adattato ai requisiti dell'economia di mercato e si dà da fare perché sa che il suo futuro dipende esclusivamente da se stesso. A questo carrierista irrequieto sarebbe piaciuto un bagno nell'acqua dell'Onda.” Eppure proprio Karo, l'unico personaggio che si avvicina a una figura del genere, rappresenta la resistenza al movimento.

### All'estero
Il Corriere della Sera si rammarica del fatto che un argomento politico patologico vada di pari passo con un genere filmico banale, quale il film di serie B americano degli anni cinquanta. Dopo la tragica fine, sembra che la smania collettiva sia lentamente scomparsa. L'olandese Algemeen Dagblad ha definito il film toccante e realistico, ritiene però che la trasformazione degli studenti a membri dell'Onda sia avvenuta troppo repentinamente. Il Guardian lo definisce brillante, poiché, nonostante i presupposti di base, gli attori agiscono in modo naturale e realistico.
Secondo El Mundo i tedeschi si sono messi in fila per ore per vedere la prima di questa parabola sul Terzo Reich, poiché sentivano la necessità di ricordare tutto ciò. Nel suo debutto inaspettato, come ha scritto El País, Gansel ha raccontato la storia con convinzione, ritmo e credibilità. Peccato che lui la metta in scena solo come esercizio accademico e che i cambiamenti nel comportamento dell'insegnante non siano sempre all'altezza delle aspettative.
Il francese Positif ha trovato il tema trattato più interessante rispetto alla messa in scena. “Nonostante l'importanza del tema, come spettatore si ha un po' l'impressione di assistere a una partita di curling". Il Cahiers du cinéma commenta positivamente il film, che ha una portata universale, liberato dal peso pedagogico e rivoluzionato dai giovani attori. Il logo dell'Onda si riveste della falsa innocenza di un marchio commerciale e inquieta, a causa di una mescolanza tra un simbolo di riconoscimento banale della società consumistica e il saluto a un modello totalitario: entrambi caratterizzano l'appartenenza e l'esclusione.

## Il boom ai botteghini e i riconoscimenti
Nel momento in cui il film è uscito nelle sale, la distribuzione cinematografica ha messo a disposizione degli insegnanti un opuscolo dal titolo Materiale per le lezioni, che avrebbe aiutato gli studenti a prepararsi alla visione del film e nella fase successiva di rielaborazione. Dal film è stato tratto anche un romanzo scritto da Kerstin Winter. Con la distribuzione di 279 copie, L'onda è apparso sui grandi schermi in Germania il 13 marzo 2008 (con due milioni e mezzo di spettatori) e il giorno dopo in Austria. Il film ha incassato in totale 32,350,637 euro.
Durante l'assegnazione del Deutscher Filmpreis nel 2008, L'onda è stato premiato per il miglior attore non protagonista (interpretato da Frederick Lau), al quale è stata assegnata la Lola di Bronzo nella categoria film a soggetto e Ueli Christen è stato candidato per miglior montaggio. Nello stesso anno, anche Jürgen Vogel è stato candidato miglior attor protagonista agli European Film Awards del 2008. Bisogna ricordare anche che il film ha partecipato al concorso Sundance Film Festival del 2008 nella categoria di film “World Cinema Dramatic”, senza però ottenere premi.
L'onda era stato preso in considerazione anche come possibile candidato all'Oscar del 2009 come miglior film straniero, ma al suo posto è stato poi scelto il film La banda Baader Meinhof.

## Colonna sonora
1. Rock 'n' Roll High School (Ramones)
2. Nightlite (feat. Bajka) (Bonobo (musicista))
3. Rock & Roll Queen (The Subways)
4. Tick Tick Boom (The Hives)